# EM i håndbold 2000 (mænd)
Europamesterskabet i håndbold for herrer i 2000 var det fjerde EM i håndbold for mænd, og slutrunden blev afholdt i Kroatien i perioden 21. – 30. januar 2000.
Mesterskabet blev vundet af Sverige for anden gang i træk, og dermed nåede svenskerne op på tre EM-titler i alt. I finalen blev det til sejr over Rusland med 32-31 efter 2 gange forlænget spilletid. Den ordinære kamp endte 24-24, og efter forlænget spilletid var stillingen fortsat uafgjort, 27-27, og dermed måtte der endnu en forlængelse til for at afgøre mesterskabet. Spanien vandt medaljer for tredje EM i træk. Efter sølv i både 1996 og 1998 måtte spanierne denne gang "nøjes" med bronzemedaljer efter sejr over Frankrig i bronzekampen.
| EM 2000 | EM 2000   |
| ------- | --------- |
| Guld    | Sverige   |
| Sølv    | Rusland   |
| Bronze  | Spanien   |
| 4.      | Frankrig  |
| 5.      | Slovenien |
| 6.      | Kroatien  |

| EM 2000 | EM 2000  |
| ------- | -------- |
| 7.      | Portugal |
| 8.      | Norge    |
| 9.      | Tyskland |
| 10.     | Danmark  |
| 11.     | Island   |
| 12.     | Ukraine  |

## Slutrunde

### Format
Slutrunden havde deltagelse af tolv landshold. Holdene var blevet inddelt i to grupper med seks hold, der spillede alle-mod-alle. De to bedste hold fra hver gruppe gik videre til semifinalerne. De to treere gik videre til placeringskampen om 5.-pladsen, mens de to firere gik videre til kampen om 7.-pladsen. Holdene, der sluttede på 5.-pladsen i grupperne, spillede om 9.-pladsen, mens placeringerne 11-12 blev afgjort i en kamp mellem de to hold, der sluttede på sidstepladserne i de to grupper.

### Indledende runde
De tre første spilledage spillede gruppe A i Zagreb og gruppe B i Rijeka. Derefter byttede de to grupper spillested til de sidste to spilledage.
| Dato  | Kamp                | Res.  |
| ----- | ------------------- | ----- |
| 21.1. | Spanien - Kroatien  | 27-22 |
| 21.1. | Tyskland - Ukraine  | 24-24 |
| 21.1. | Frankrig - Norge    | 24-21 |
| 22.1. | Kroatien - Tyskland | 21-20 |
| 22.1. | Norge - Spanien     | 21-25 |
| 22.1. | Ukraine - Frankrig  | 22-24 |
| 23.1. | Spanien - Ukraine   | 27-24 |
| 23.1. | Tyskland - Frankrig | 19-25 |
| 23.1. | Kroatien - Norge    | 27-23 |
| 25.1. | Tyskland - Norge    | 22-22 |
| 25.1. | Frankrig - Spanien  | 28-22 |
| 25.1. | Ukraine - Kroatien  | 18-26 |
| 27.1. | Norge - Ukraine     | 19-16 |
| 27.1. | Frankrig - Kroatien | 26-26 |
| 27.1. | Spanien - Tyskland  | 27-25 |

| Gruppe A | Kampe | Mål     | Point |
| -------- | ----- | ------- | ----- |
| Frankrig | 5     | 127-110 | 9     |
| Spanien  | 5     | 128-120 | 8     |
| Kroatien | 5     | 122-114 | 7     |
| Norge    | 5     | 106-114 | 3     |
| Tyskland | 5     | 110-119 | 2     |
| Ukraine  | 5     | 104-120 | 1     |

| Dato  | Kamp                 | Res.  |
| ----- | -------------------- | ----- |
| 21.1. | Rusland - Danmark    | 27-26 |
| 21.1. | Sverige - Island     | 31-23 |
| 21.1. | Portugal - Slovenien | 28-27 |
| 22.1. | Danmark - Sverige    | 22-29 |
| 22.1. | Slovenien - Rusland  | 23-27 |
| 22.1. | Island - Portugal    | 25-28 |
| 23.1. | Rusland - Island     | 25-23 |
| 23.1. | Sverige - Portugal   | 29-21 |
| 23.1. | Danmark - Slovenien  | 24-28 |
| 25.1. | Sverige - Slovenien  | 26-24 |
| 25.1. | Portugal - Rusland   | 20-24 |
| 25.1. | Island - Danmark     | 24-26 |
| 27.1. | Slovenien - Island   | 27-26 |
| 27.1. | Portugal - Danmark   | 26-28 |
| 27.1. | Rusland - Sverige    | 25-28 |

| Gruppe B  | Kampe | Mål     | Point |
| --------- | ----- | ------- | ----- |
| Sverige   | 5     | 143-115 | 10    |
| Rusland   | 5     | 128-118 | 8     |
| Slovenien | 5     | 132-126 | 4     |
| Portugal  | 5     | 113-123 | 4     |
| Danmark   | 5     | 130-137 | 4     |
| Island    | 5     | 134-143 | 0     |

### Placeringskampe
| Kamptype                                 | Dato  | Kamp                 | Res.    |
| ---------------------------------------- | ----- | -------------------- | ------- |
| Kamp om 11.pladsen                       | 29.1. | Ukraine - Island     | 25-26   |
| Kamp om 9.pladsen                        | 29.1. | Tyskland - Danmark   | 19-17   |
| Kamp om 7.pladsen                        | 29.1. | Norge - Portugal     | •27-30• |
| Kamp om 5.pladsen                        | 29.1. | Kroatien – Slovenien | 24-25   |
| • Efter forlænget spilletid (2 × 5 min.) |       |                      |         |

### Semifinaler
| Dato  | Kamp               | Res.  |
| ----- | ------------------ | ----- |
| 29.1. | Frankrig - Rusland | 23-30 |
| 29.1. | Sverige - Spanien  | 23-21 |

### Bronzekamp
| Dato  | Kamp               | Res.  |
| ----- | ------------------ | ----- |
| 30.1. | Spanien - Frankrig | 24-23 |

### Finale
| Dato                                            | Kamp              | Res.    |
| ----------------------------------------------- | ----------------- | ------- |
| 30.1.                                           | Rusland - Sverige | 31-32•• |
| •• Efter 2 × forlænget spilletid (2 × 2×5 min.) |                   |         |

### Medaljevindere
| Guld | Sølv | Bronze |
| Sverige | Rusland | Spanien |
| Tomas Svensson Peter Gentzel Martin Boquist Magnus Wislander Thomas Sivertsson Ola Lindgren Martin Frändesjö Andreas Larsson Johan Pettersson Stefan Lövgren Pierre Thorsson Staffan Olsson Magnus Andersson Mathias Franzén Ljubomir Vranjes Mattias Andersson Magnus Linden | Dimitri Filipov Vjatjeslav Gorpisjin Oleg Grebnev Oleg Khodkov Eduard Koksjarov Denis Krivosjlikov Oleg Kulesjov Stanislav Kulintjenko Vasilij Kudinov Andrej Lavrov Igor Lavrov Sergej Pogorelov Pavel Sukossian Dimitri Torgovanov Aleksandr Tutjkin Lev Voronin Eduard Moskalenko Dimitri Kuselev | Jaume Fort Mauri Antonio Ugalde Garcia Andrej Tjepkin Rafael Guijosa Castillo Enric Masip Borras Inaki Lieb Urdangarin Iosu Ollala Iraeta Mariano Ortega Martinez Talant Dujsjebajev Demetrio Lozano Jaroque Jordi Nunez Carretero Alberto Urdiales Marque Juan Perez Marquez David Barrufet Bofill Alberto R. Enterrios Antonio C. Ortega Perez |

45°49′N 15°59′Ø / 45.81°N 15.98°Ø